# 鬼姬VS
《鬼姬VS》，是韓國漫畫創作家林達永的日文作品。由李秀顯作畫，台灣東立出版社出版。

## 故事簡介
父母雙亡的少年柏木剎那與姐姐相依為命。姐姐到處借錢，籌措手術費，希望治好剎那的先天性心臟病。可是，手術費還未借夠，高利貸已經來討債。不願成為姐姐負累，剎那希望一死了事。突然之間，一名來歷不明的「仲介人」出現，出價一千萬日元買下他一年的壽命，條件是在往後一年「仲介人」無時無刻都在他身旁……

## 主要角色
- 柏木剎那 - 身體虛弱，且有先天心臟病的御宅族眼鏡男
- 有馬翔子 - 剎那的青梅竹馬，經常欺負剎那
- 甘娜（白鬼）- 鬼族的第一公主；力大無窮的戰士；雷娜的姐姐；以老師的身份潛伏在刹那的學校裏
- 雷娜（黑鬼）- 鬼族的第二公主；沉默寡言的實力者；甘娜的妹妹

## 出版
共發行了四本單行本：
- Vol.1. 出版日期：2009/10/23；ISBN 9789861044064
- Vol.2. 出版日期：2009/10/23；ISBN 9789861044071
- Vol.3. 出版日期：2011/6/30；ISBN 9789861068992
- Vol.4. 出版日期：2014/1/14；ISBN 9789863245100